# Панайот Черна
Панайот Станчов, известен с псевдонима си Панайот Черна (на румънски: Panait Cerna, Панаит Черна) по името на родното си село Черна недалеч от гр. Мачин, е севернодобруджански българин, виден румънски поет, философ, литературен критик и преводач.

## Биография

### Ранни години
Роден е на 26 август или 25 септември 1881 г. в село Черна, окръг Тулча. Бащата на Панайот Черна – Панайот Станчов (на румънски: Panait Stanciov) е българин, учител и четник на поп Харитон. Заселва се в село Черна и се жени за Мария Ташку – дъщеря на местен селянин, която е с арумънски или български произход. Бащата изоставя семейството си малко преди раждането на Панайот Черна и двамата не се срещат никога. Бъдещият поет е отгледа от втория си баща Наум Костов от Охрид. За Панайот българският е майчин език и е кръстен в Българската гръко-католическа църква. Според румънския литературен критик Джордже Кълинеску Черна винаги е имал известни трудности при воденето на разговор на румънски език, но пишел на румънски с лекота.
След като завършва начално училище в родното си село, той учи в гимназията в дунавското пристанище Браила, а по-късно и философския факултет на Букурещкия университет. Посещава и лекции във физико-химическия факултет.
Черна дебютира като поет през 1897 г., на 16-годишна възраст, когато произведението му Trecutul („Миналото“), адаптация на творбата на Николаус Ленау, е публикувано в списанието на Джордже Кошбук Foaia Interesantă. Първата му авторска поема, Orientale („Ориенталско“), е публикувана две години по-късно в списание Carmen.

### Творческо развитие
Скоро след като пристига в столицата, той взима активно участие в политическите дебати и навлиза в литературните среди. Тези ранни негови дейности са отразени през 1904 г. в серия от статии в студентския вестник Tipuri ŞI Ticuri, където П. Станчов  (Р. Stanciov) е обект на сатира. По това време той е привлечен от Junimea (културно и литературно движение, както и културна асоциация, основана в Яш през 1863 г.), започва сътрудничеството си с Convorbiri Literare (Литературни разговори) – списание, издавано от Симион Мехединци. След 1903 г. Черна пише за Sămănătorul, – седмично литературно списание, издавано в Букурещ от 2 декември 1901 г. до 27 юни 1910 г., а поемите му са спорадично публикувани и в други литературни издания (включително Floare Albastră и Revista Modernă).
Заради известни финансови затруднения, Черна завършва университета едва през 1906 г. Разболява се сериозно от туберкулоза и затова трябва да смени климата. Черна пътува из цяла Румъния и често посещава Южните Карпати.
Селският живот му харесва, с него се случва това, което Кълинеску нарича „социално преориентиране“, и го прави яростен критик на начина, по който властите се справят с румънската селска революция от 1907 година.
Черна посещава Университета в Хайделберг, но следвайки съветите на покровителя си Титу Майореску решава да избере Берлинския Хумболтов университет, където следва философия, английска литература и немскоезична литература (1908 – 1910). През 1909 г. е първият му контакт с Йон Лука Караджале. Караджале описва Черна като „отличен учен и голям любител на музиката“. Двамата писатели се срещат за втори път в Лайпциг през 1910 г., когато самият Черна заявява, че е пленен от Караджале и го описва като „един от най-богатите интелектуално умове, родени от нашия народ.“ Две години по-късно Черна с ентусиазъм приветства литературния дебют на сина на Караджале – Матю Караджале.

### Следване в чужбина и смърт
От 1910 до началото на 1912 г. Черна учи в университета в Лайпциг, където негови преподаватели са известни философи и психолози като Вилхелм Вунд, Едуард Шпрангер и Ханс Фолкелт.
Панайот Черна умира в Лайпциг, скоро след като получава дипломата си. Поетът първо е погребан в германския град, но по-късно е препогребан в Букурещ, в гробището Белу.
Окръжният център за народно творчество в гр. Тулча организира през 2001 г. XXVI издание на Национален конкурс за поезия и есета „Panait Cerna“, във връзка с навършването на 120 години от рождението на поета.